# Baudrières
Baudrières est une commune française située dans le département de Saône-et-Loire en région Bourgogne-Franche-Comté.

## Géographie
Baudrières, petit village de campagne, est situé au sud de la Bourgogne, au centre du triangle Chalon-sur-Saône / Louhans / Tournus et fait partie de la Bresse bourguignonne.
La commune est traversée par la rivière de la Tenarre et à l'ouest par son affluent de la Noue, avec qui elle conflue.

### Climat
Pour des articles plus généraux, voir Climat de la Bourgogne-Franche-Comté et Climat de Saône-et-Loire.
En 2010, le climat de la commune est de type climat océanique dégradé des plaines du Centre et du Nord, selon une étude du Centre national de la recherche scientifique s'appuyant sur une série de données couvrant la période 1971-2000. En 2020, Météo-France publie une typologie des climats de la France métropolitaine dans laquelle la commune est exposée à un climat semi-continental et est dans la région climatique Bourgogne, vallée de la Saône, caractérisée par un bon ensoleillement (1 900 h/an), un été chaud (18,5 °C), un air sec au printemps et en été et des vents faibles.
Pour la période 1971-2000, la température annuelle moyenne est de 11,2 °C, avec une amplitude thermique annuelle de 17,9 °C. Le cumul annuel moyen de précipitations est de 888 mm, avec 11,3 jours de précipitations en janvier et 7,4 jours en juillet. Pour la période 1991-2020, la température moyenne annuelle observée sur la station météorologique de Météo-France la plus proche, « Saint-Marcel », sur la commune de Saint-Marcel à 15 km à vol d'oiseau, est de 12,3 °C et le cumul annuel moyen de précipitations est de 818,4 mm. 
La température maximale relevée sur cette station est de 41,8 °C, atteinte le 12 août 2003 ; la température minimale est de −20 °C, atteinte le 16 janvier 1985,,.
Les paramètres climatiques de la commune ont été estimés pour le milieu du siècle (2041-2070) selon différents scénarios d'émission de gaz à effet de serre à partir des nouvelles projections climatiques de référence DRIAS-2020. Ils sont consultables sur un site dédié publié par Météo-France en novembre 2022.

## Urbanisme

### Typologie
Au 1er janvier 2024, Baudrières est catégorisée commune rurale à habitat dispersé, selon la nouvelle grille communale de densité à sept niveaux définie par l'Insee en 2022.
Elle est située hors unité urbaine. Par ailleurs la commune fait partie de l'aire d'attraction de Chalon-sur-Saône, dont elle est une commune de la couronne,. Cette aire, qui regroupe 109 communes, est catégorisée dans les aires de 50 000 à moins de 200 000 habitants,.

### Occupation des sols
L'occupation des sols de la commune, telle qu'elle ressort de la base de données européenne d’occupation biophysique des sols Corine Land Cover (CLC), est marquée par l'importance des territoires agricoles (73,7 % en 2018), en diminution par rapport à 1990 (75,4 %). La répartition détaillée en 2018 est la suivante : 
terres arables (33,1 %), forêts (23,8 %), prairies (20,6 %), zones agricoles hétérogènes (20,1 %), zones urbanisées (2,4 %). L'évolution de l’occupation des sols de la commune et de ses infrastructures peut être observée sur les différentes représentations cartographiques du territoire : la carte de Cassini (XVIIIe siècle), la carte d'état-major (1820-1866) et les cartes ou photos aériennes de l'IGN pour la période actuelle (1950 à aujourd'hui).

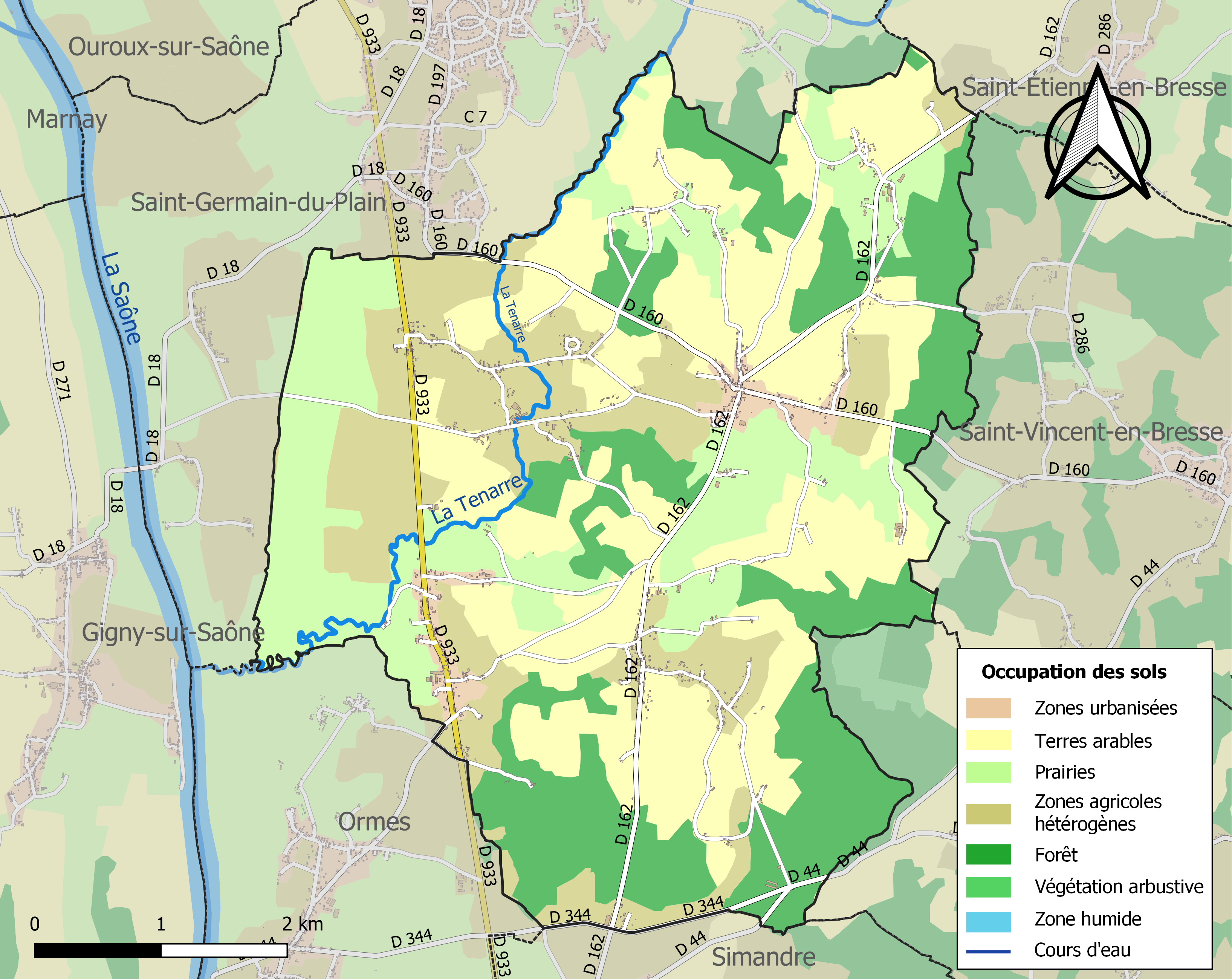
Carte des infrastructures et de l'occupation des sols de la commune en 2018 (CLC).

## Toponymie
Les premières traces écrites sur ce village datent de l'époque gallo-romaine[réf. nécessaire]. Il s'appelait alors Balderiae[Information douteuse]. Puis le nom a évolué : Baldérioe (au XIIe siècle), Baldreoe, puis Baldéria[Quand ?]
. Le nom ultime a connu plusieurs altérations orthographiques : Beaudrière, puis Beaudrières vers 1635, de nouveau Beaudrière en 1760, puis Beaudrières en 1836 et enfin Baudrières en 1844.
Ce nom se rattache à une racine pré-latine baldr-/baudr-, « boue, vase », que l'on retrouve dans le francoprovençal baudre, "boue, fange" (occitan baldra/boldra/baudra), dérivé du gaulois *baldro, "vaseux, fangeux, sale".

## Histoire
En l’an 1081, Gautier de Couches, évêque de Chalon, donne l’église de Baudrières à Francon, abbé de Tournus.
En 1490, la cherche des feux faite par Claude Bouyer, curé de Baudrières, dénombre 102 feux.
Au siècle suivant, en 1525, la table et répertoire du terrier de Baudrières, faite par Jean de Lugny pour frère Gaulthier, religieux et aulmonier du royal monastère de Tournus et doyen du doyenné de Baudrières, dénombre 65 familles imposables.

## Politique et administration

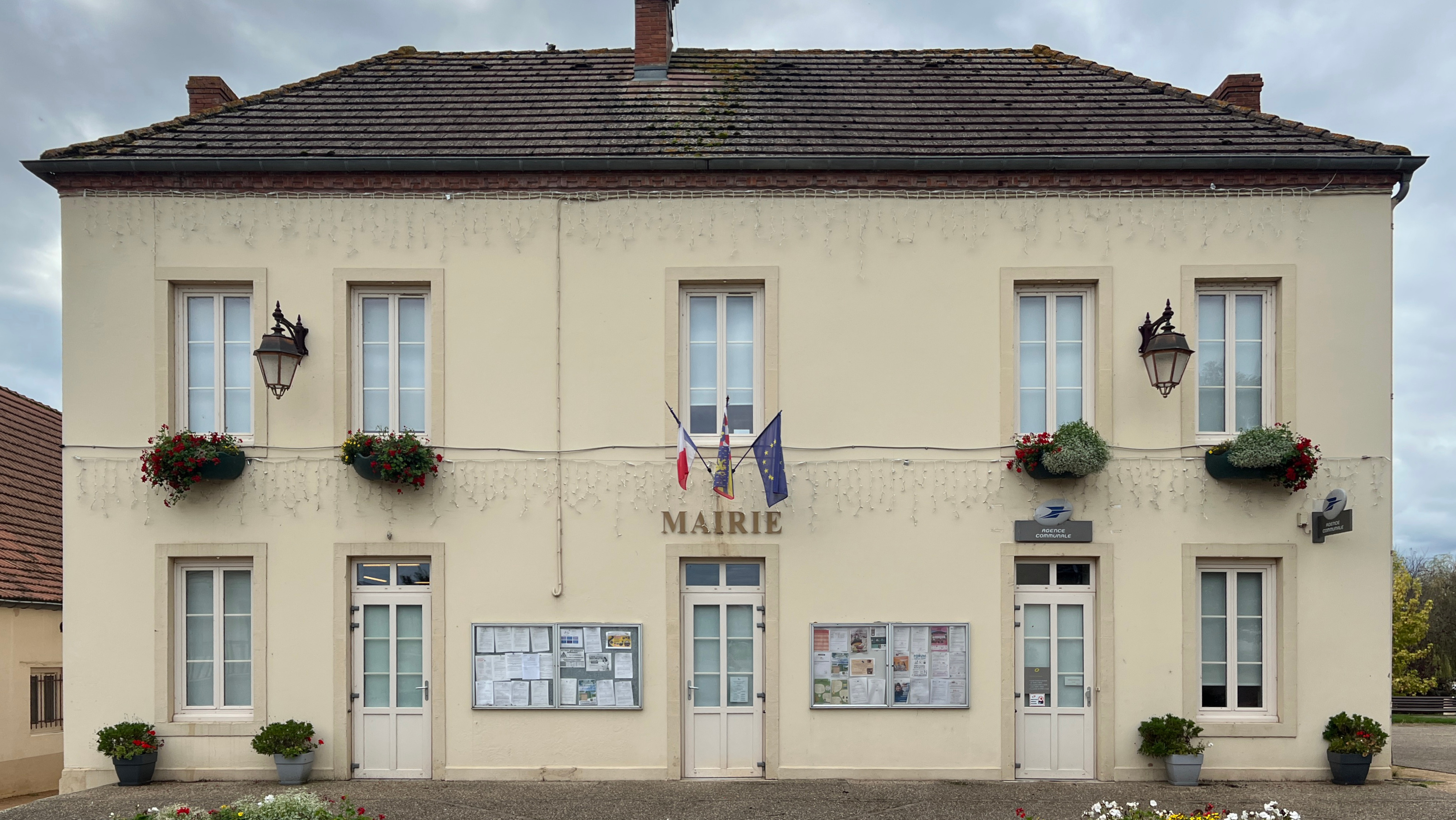
La mairie.

### Tendances politiques et résultats

#### Élections présidentielles
Le village de Baudrières place en tête à l'issue du premier tour de l'élection présidentielle française de 2017, Marine Le Pen (RN) avec 36,82 % des suffrages. Mais lors du second tour, Emmanuel Macron (LaREM) est en tête avec 50,91 %.

#### Élections législatives
Le village de Baudrières faisant partie de la quatrième circonscription de Saône-et-Loire, place lors du premier tour des élections législatives françaises de 2017, Maxime Thiébaut (FN) avec 23,01 % des suffrages. Mais lors du second tour, il s'agit de Cécile Untermaier (PS) qui arrive en tête avec 53,13 % des suffrages.
Lors du 1er tour des élections législatives françaises de 2022, Cécile Untermaier (PS), députée sortante, arrive en tête avec 31,35 % des suffrages comme lors du second tour, avec cette fois-ci, 55,35 % des suffrages.

#### Élections départementales
Le village de Baudrières faisant partie du canton d'Ouroux-sur-Saône place le binôme de Jean-Michel DESMARD (DVD) et Elisabeth ROBLOT (DVD), en tête, dès le 1er tour des élections départementales de 2021 en Saône-et-Loire avec 72,55 % des suffrages. Lors du second tour, les habitants décideront de placer de nouveau le binôme de Jean-Michel DESMARD (DVD) et Elisabeth ROBLOT (DVD), en tête, avec cette fois-ci, près de 74,22 % des suffrages. Devant l'autre binôme menée par Valérie Deloge (RN) et Alain TAULIN (RN) qui obtient 25,78 %. Il est important de souligner une abstention record lors de ces élections qui n'ont pas épargné le village de Baudrières avec lors du premier tour 63,98 % d'abstention et au second, 64,25 %.

### Liste des maires de Baudrières
Les communes et les départements ont été créés par la loi du 12 et 14 décembre 1789.
Monsieur le curé Pelletier, nommé président pour établir la municipalité de Baudrières, a procédé à cette installation le 17 février 1790.
Les maires qui se sont succédé depuis cette date sont :
| Période                                  | Période   | Identité                | Étiquette | Qualité                                |
| ---------------------------------------- | --------- | ----------------------- | --------- | -------------------------------------- |
| mars 2014                                | en cours  | Cédric Dauge            |           | Président de la communauté de communes |
| mars 2001                                | mars 2014 | Guy Lombard             |           |                                        |
| juin 1995                                | mars 2001 | Jean-Paul Charbonnier   |           |                                        |
| mars 1983                                | juin 1995 | Marcel Plissonnier      |           |                                        |
| 1973                                     | mars 1983 | René Lombard            |           |                                        |
| 1967                                     | 1973      | Claude Poncet           |           |                                        |
| mars 1959                                | 1967      | Claudius Broux          |           |                                        |
| 1947                                     | mars 1959 | André Curaut            |           |                                        |
| 1941                                     | 1947      | François Marceau        |           |                                        |
| 1924                                     | 1941      | François Contaminard    |           |                                        |
| 1911                                     | 1924      | Jacques-Eugène Clerc    |           |                                        |
| 1904                                     | 1911      | Pierre Sordet           |           |                                        |
| 1900                                     | 1904      | François Bouchot        |           |                                        |
| 1892                                     | 1900      | Pierre Sordet           |           |                                        |
| 1885                                     | 1892      | Léonce Bidault          |           |                                        |
| 1878                                     | 1885      | Pierre Gay-Thibaudet    |           |                                        |
| 1876                                     | 1878      | Jean Curaut-Laurent     |           |                                        |
| 1856                                     | 1876      | Charles Galland-Renaud  |           |                                        |
| 1852                                     | 1856      | François Sordet         |           |                                        |
| 1848                                     | 1852      | Pierre Galland          |           |                                        |
| 1845                                     | 1848      | André Auguste Pageaut   |           |                                        |
| 1840                                     | 1845      | Louis François Bidault  |           |                                        |
| 1831                                     | 1840      | Claude Sordet           |           |                                        |
| 1830                                     | 1831      | Charles Sordet-Jailloux |           |                                        |
| 1823                                     | 1830      | Claude Sordet           |           |                                        |
| 1816                                     | 1823      | Charles Sordet          |           |                                        |
| 1808                                     | 1816      | Claude Pageaut          |           |                                        |
| 1790                                     | 1808      | François Galland        |           |                                        |
| Les données manquantes sont à compléter. |           |                         |           |                                        |

## Démographie
L'évolution du nombre d'habitants est connue à travers les recensements de la population effectués dans la commune depuis 1793. Pour les communes de moins de 10 000 habitants, une enquête de recensement portant sur toute la population est réalisée tous les cinq ans, les populations de référence des années intermédiaires étant quant à elles estimées par interpolation ou extrapolation. Pour la commune, le premier recensement exhaustif entrant dans le cadre du nouveau dispositif a été réalisé en 2008.

En 2022, la commune comptait 1 007 habitants, en évolution de +6,45 % par rapport à 2016 (Saône-et-Loire : −1,06 %, France hors Mayotte : +2,11 %).
| 1793  | 1800  | 1806  | 1821  | 1831  | 1836  | 1841  | 1846  | 1851  |
| ----- | ----- | ----- | ----- | ----- | ----- | ----- | ----- | ----- |
| 1 131 | 1 217 | 1 195 | 1 334 | 1 387 | 1 326 | 1 270 | 1 314 | 1 322 |

| 1856  | 1861  | 1866  | 1872  | 1876  | 1881  | 1886  | 1891  | 1896  |
| ----- | ----- | ----- | ----- | ----- | ----- | ----- | ----- | ----- |
| 1 372 | 1 354 | 1 341 | 1 296 | 1 414 | 1 398 | 1 476 | 1 428 | 1 339 |

| 1901  | 1906  | 1911  | 1921  | 1926  | 1931  | 1936  | 1946 | 1954 |
| ----- | ----- | ----- | ----- | ----- | ----- | ----- | ---- | ---- |
| 1 325 | 1 279 | 1 292 | 1 101 | 1 091 | 1 051 | 1 032 | 951  | 892  |

| 1962 | 1968 | 1975 | 1982 | 1990 | 1999 | 2006 | 2008 | 2013 |
| ---- | ---- | ---- | ---- | ---- | ---- | ---- | ---- | ---- |
| 799  | 713  | 666  | 778  | 792  | 798  | 853  | 867  | 932  |

| 2018 | 2022  | - | - | - | - | - | - | - |
| ---- | ----- | - | - | - | - | - | - | - |
| 947  | 1 007 | - | - | - | - | - | - | - |

## Économie
Village agricole à l'origine, le nombre d'exploitations a beaucoup diminué au fil du temps, mais la surface agricole exploitée est restée quasi identique.
L'activité commerciale est dynamique grâce aux commerces de bouche, mais aussi grâce au développement important des gîtes et chambres d'hôtes.
Trois PME et une dizaine d'entreprises artisanales viennent consolider le tissu économique de la commune.

## Vie locale

### École
Le regroupement pédagogique avec les communes de Saint-Vincent-en-Bresse et Saint-André-en-Bresse a contribué a l'amélioration de la structure scolaire : la commune accueille aujourd'hui trois classes dans une école entièrement rénovée.

### Associations
L'activité associative est très développée : une dizaine d'associations regroupées au sein du comité inter-associations participent seules ou de façon collégiale à de nombreuses manifestations.

### Culte
Baudrières relève de la paroisse catholique Saint-Jean XXIII (doyenné : Chalonnais Est), qui a son siège à Saint-Germain-du-Plain et regroupe douze villages.

## Culture locale et patrimoine

### Lieux et monuments
Sont à voir à Baudrières : 

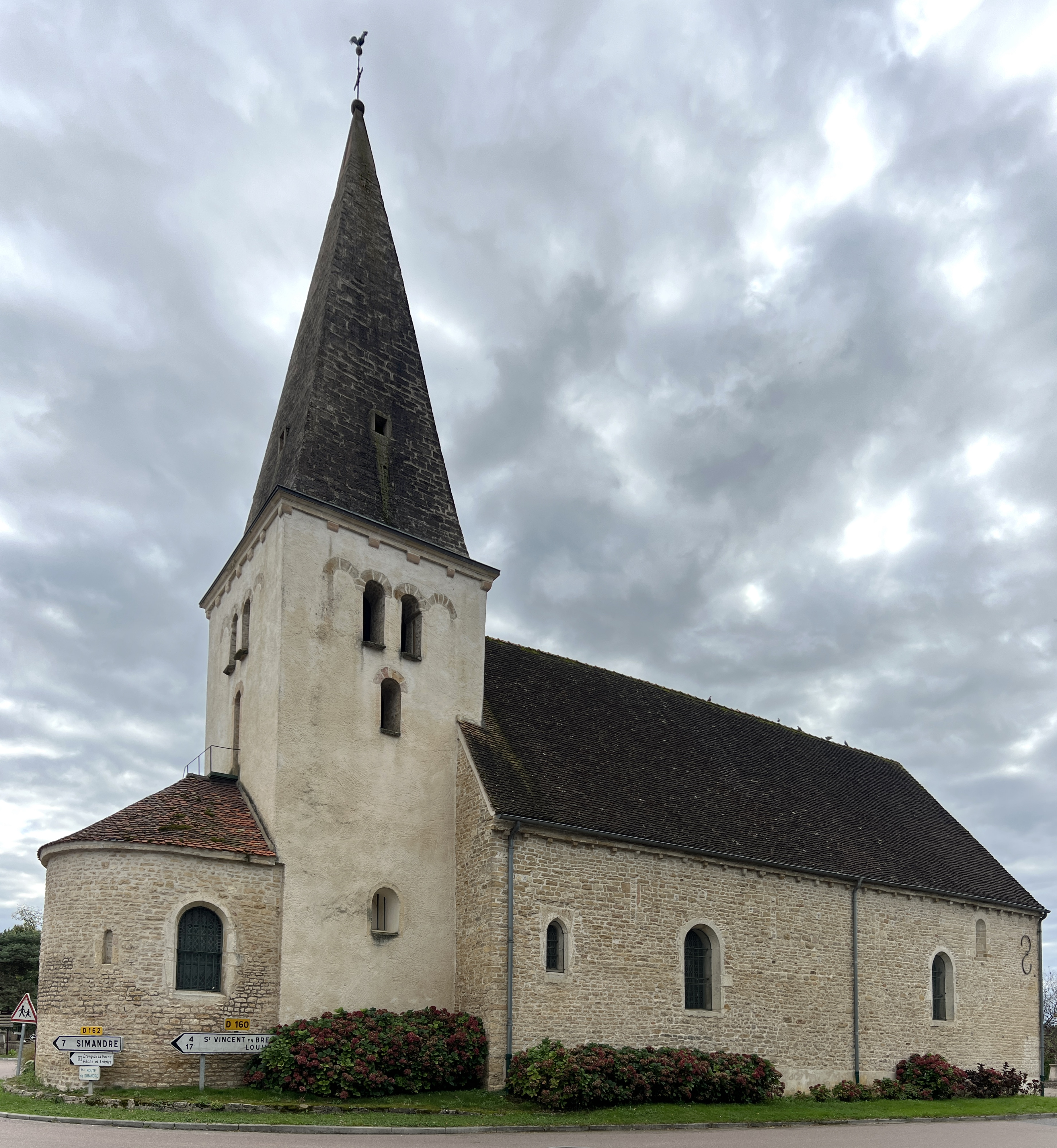
L"église de Baudrières, sous le vocable de saint Pierre.

- l'église romane remontant au XIe siècle, placée sous le vocable de saint Pierre et bâtie sur le site d'un ancien prieuré de l'abbaye Saint-Philibert de Tournus, édifice présentant un portail avec corniche à modillons, une nef plafonnée avec petites baies murées, un chœur en berceau sous clocher à baies remaniées et une abside en hémicycle ;
- la ferme bressanne de Tenarre, protégée au titre des Monuments historiques (par inscription) depuis 1990.

### Personnalités liées à la commune
Parmi les personnalités attachées à l'histoire de Baudrières figure :
- Léonce Bidault de Gresigny : archéologue, membre titulaire de la Société d'Anthropologie de Lyon VII[réf. nécessaire]. Ses découvertes sont regroupées dans un catalogue intitulé Recherches archéologiques dans la vallée de la Saône entre Lyon et Chalon-sur-Saône de 1875 à 1920. L'homme primitif dans la vallée de la Saône, publié aux éditions Bourgeois Frères en 1920. Les quelque deux mille pièces issues de ses 40 années de fouilles ont été déposées au musée Schneider du Creusot. Il a établi un Rapport sur les sépultures mérovingiennes de Noiron-lès-Citeaux, publié en 1896 par Bourgeois Frères. Il fut également maire de Baudrières de 1885 à 1892.

## Pour approfondir